# 国风新材
安徽国风新材料股份有限公司（英語：Anhui Guofeng New Materials Co.,Ltd.；深交所：000859，简称：国风新材），是中国深圳证券交易所的一家上市公司，为合肥市属国有企业，主要生产经营聚酰亚胺薄膜、包装膜材料、预涂膜材料、电容器用薄膜、高分子功能膜材料和电子信息用膜材料，以及木塑新材料、新能源汽车配套材料等。
公司前身为1998年成立的安徽国风塑业股份有限公司，同年在深圳证券交易所挂牌上市。2006年，公司“国风”商标和产品获得“中国名牌”、“中国驰名商标”、“国家免检产品”称号。2022年，公司名称变更为“安徽国风新材料股份有限公司”，证券简称由“国风塑业”变更为“国风新材”。
2022年，公司实现营业收入24.6亿元，同比增长28.81%；实现净利润2.29亿元，同比下降18.58%。